# Войтович Іванна Іванівна
Войтович Іванна Іванівна (англ. Ivanka Voytovych, рос. Иванка Войтович) (нар. 1976, Ужгород) — українська художниця-живописиця. Натюрморт є основним жанром її творчості.

## Біографія
Народилася 31 травня 1976 року у родині відомих українських митців, педагогів — Івана і Надії Дідик.  
Здобула освіту в Ужгородському коледжі мистецтв ім. А. Ерделі та Львівській академії мистецтв .
Виставкову діяльність розпочала з 1994 року, активно бере участь в виставках і пленерах, як в Україні так і за її межами (Угорщина, Іспанія, Польща, Словаччина)
З 2000 року - автор та куратор багатьох неординарних проектів  – «На жовтому столі…», «Жіночі примхи», «Приборкання Ероса» та «Екстаз – вихід за межі повсякденності» авторства Олександра Войтовича. Твори Іванки абсолютно впізнавані і відрізняються екстравагантністю та індивідуальною манерою. Натюрморт як основний жанр творчості захоплює своєю метафізичністю що межує з прихованим еротизмом та спробою проникнути через предмет у людську підсвідомість. Спільно з Олександром Войтовичем організували галерею «Art Atelier Voytovych» у Львові де представлені колекції живопису, рисунку та декорів від Іванки та Олександра Войтович